# Jae Head
Jae Head (Hamlin (Texas), 27 december 1996) is een Amerikaans acteur. 
Head begon in 2005 als jeugdacteur met acteren in de televisieserie How I Met Your Mother.

## Filmografie

### Films
Uitgezonderd korte films.
- 2019 Hell Girl - als Scott
- 2017 The Bachelors - als Gober
- 2015 Bravetown - als Tony
- 2013 Robosapien: Rebooted – als Cody (stem)
- 2009 The Blind Side – als S.J. Tuohy
- 2008 Hancock – als Aaron
- 2006 The Angriest Man in Suburbia – als kleine Chuck

### Televisieseries
Uitgezonderd eenmalige gastrollen.
- 2007 Friday Night Lights – als Bo Miller – 5 afl.

- Library of Congress Control Number: no2008184662
- Nationale Bibliotheek van Israël: 987007362219305171
- Virtual International Authority File: 21974534
- WorldCat: E39PBJh4qY6GwKRVmf3PyCFR8C